# كريس ميدلتون
كريس ميدلتون (بالإنجليزية: Khris Middleton)‏ مواليد 12 أغسطس 1991، هو لاعب كرة سلة أمريكي يلعب مع فريق ميلووكي باكز في الرابطة الوطنية لكرة السلة ويحمل الرقم 22. يبلغ طوله 6 قدم 7 بوصة (2.0 م).

## فرق لعب لها
- ديترويت بيستونز
- ميلووكي باكز

## روابط خارجية
- كريس ميدلتون على موقع إن بي أي (الإنجليزية)
- كريس ميدلتون على موقع سبورتس رفرنس (الإنجليزية)
- كريس ميدلتون على موقع كرة السلة الأوروبية.كوم (الإنجليزية)
- كريس ميدلتون على موقع إي إس بي إن.كوم (الإنجليزية)
- كريس ميدلتون على موقع كلية كرة السلة في سبورتس رفرنس.كوم (الإنجليزية)
- كريس ميدلتون على موقع ريلجم (الإنجليزية)
- كريس ميدلتون على موقع بروبوليرز (الإنجليزية)
- كريس ميدلتون على موقع سبورتس رفرنس (الإنجليزية)
- كريس ميدلتون على موقع سبورتس رفرنس (الإنجليزية)
- كريس ميدلتون على موقع اللجنة الأولمبية الدولية (الإنجليزية)